# Anselm Treese
Anselm Treese (* 16. August 1930 in Dortmund; † 18. Juni 2004 in Dortmund) war ein deutscher Bildhauer. Er wurde vor allem durch Skulpturen  im öffentlichen Raum und Wandgestaltungen in öffentlichen Gebäuden im Ruhrgebiet bekannt.

## Leben
Nach einer Lehre als Schreiner und Zimmermann studierte Treese 1953–1956 an der Werkkunstschule Dortmund, die zu der Zeit ins Schloss Buddenburg in Lünen-Lippholthausen ausgelagert war, als Schüler von Karel Niestrath. Als die Werkkunstschule 1956 nach Dortmund zurück verlegt wurde, blieb Treese als freier Bildhauer in Lünen. Bis 1975 stellte ihm die Stadt mietfreie Wohn- und Atelierräume zur Verfügung. Am 26. August 1958 beschloss der Kulturausschuss für Treese und dem Graphiker Hermann Nüdling ein gemeinsames Atelier einzurichten, 1961 bewilligte man ihm eigene Räume neben der ehemaligen Volksschule Auf dem Knapp an der Wethmarheide.
In den Jahren 1955 bis 1975 entstanden dort große freie und angewandte Plastiken aus Stein, Bronze oder Polyester für Parks und andere öffentliche Anlagen.
Die Stadt Lünen erteilte Treese mehrere Aufträge: Im Jahre 1958 war Treese verantwortlich für die künstlerische Gestaltung der Nikolaus-Groß-Schule durch Reliefarbeiten, am 5. Februar 1963 erfolgte der Ankauf der Plastik Hiroshima, die an den Abwurf der Atombombe auf die japanische Stadt Hiroshima erinnert. Am 6. Mai 1965 wurde Treeses Plastik Die Vergänglichkeit in Lünen aufgestellt. Treese erstellte 1964 Skulpturen für die Kommunalfriedhöfe Lünen-Süd und Lünen/Altlünen.

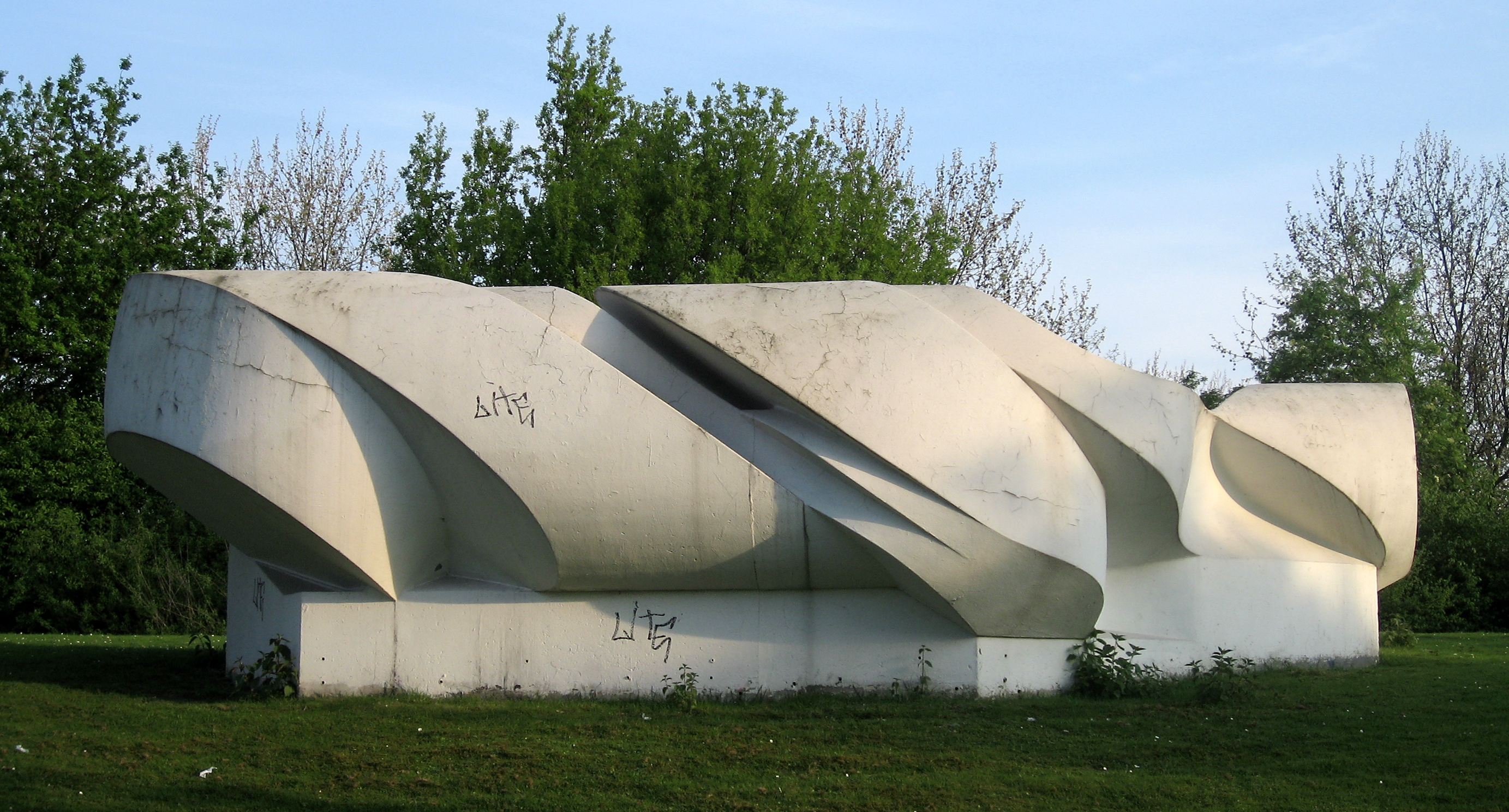
Plastik von Anselm Treese (heutiger Standort an der B 54/B 1 in Dortmund)

1975 gewann Anselm Treese den Wettbewerb für eine Betonplastik auf dem Reinoldi-Kirchplatz in Dortmund. Für die Realisierung verlegte er sein Atelier von Lünen nach Dortmund und baute es für die fast einjährige Arbeit auf dem Reinoldiplatz auf. Gleichzeitig verlegte er seinen Wohnsitz nach Dortmund in sein Elternhaus.
Laut Ausschreibung sollte die genau auf die vorgegebenen örtlichen Voraussetzungen abzustimmende Plastik „als unverkennbares Zeichen sowohl Treffpunktcharakter haben, wie auch als Großplastik zum ‚Besitzen‘ – im wahrsten Sinne des Wortes – anregen“.
In den 1980er Jahren wurde die Treese-Plastik an der Reinoldikirche im Zentrum der Stadt Dortmund zu einem Treffpunkt für Jugendliche und dadurch für manche zu einem Ärgernis. Dortmunds damaliger Oberbürgermeister Günter Samtlebe verfügte: „Die Wurst muss weg“, der Künstler verteidigte sein Werk.
Die Plastik, die im Volksmund auch Anselms Tresen genannt wurde, wurde schließlich aus der Innenstadt entfernt und auf einer Rasenfläche im Kreuzungsbereich B 54/B 1 aufgestellt.

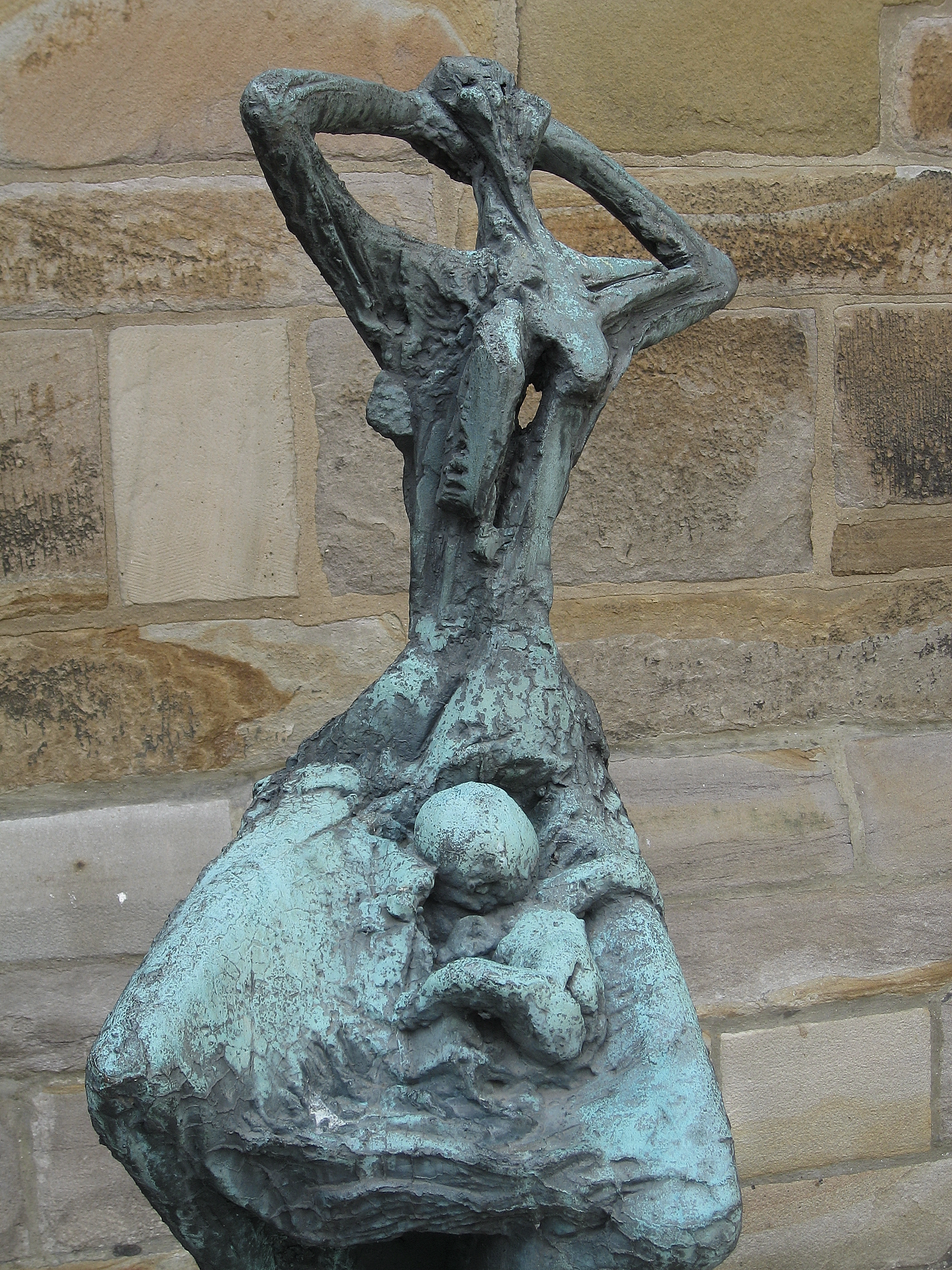
Skulptur Mutter Hiroshima am Platz von Hiroshima in Dortmund

Auf Antrag verschiedener Friedensgruppen vom 9. Juni 1999 an die Dortmunder Bezirksvertretung Innenstadt-West wurde direkt am Chor der Propsteikirche, der katholischen Hauptkirche Dortmunds, ein Platz von Hiroshima eingerichtet. Dieser Platz wurde mit Treeses Plastik Mutter Hiroshima aus dem Jahre 1958 gestaltet, die von der Reinoldigilde zu Dortmund 1997 der katholischen Propsteigemeinde St.-Johannes-Baptist gestiftet worden war. Die Plastik Hiroshima aus dem Jahre 1958 befindet sich in Lünen, Eingang zum Tobiaspark/Münsterstrasse.
Anselm Treese hatte ein Atelierhaus im Dortmunder Süden.

## Werke im öffentlichen Raum

### Beton
- 1955 Kunststeinplastik Blumenmädchen, Lünen
- 1963 Betonplastik, Haus Horst Glaser, Dortmund-Kirchhörde
- 1967 Freiplastik, Gewerbliche Schulen V, Dortmund-Hacheney
- 1964 Vorderfront der Aula, Schulzentrum, Gevelsberg
- 1969 Farbiges Betonrelief, Bezirkshallenbad, Dortmund-Hörde
- 1971 Wandgestaltung, Haus Dr. Wienecke, Essen-Heisingen
- 1972 Betonplastik, Kreishaus Schwelm
- 1974 Wappensteinträger, Dortmund-Hörde
- 1974 Wandgestaltung, Sparkasse, Dortmund-Hörde
- 1981 Betonplastik, Gutenberg-Realschule, Dortmund-Wellinghofen
- 1981 Zum Knoten gewundene Stützmauer, Schulzentrum, Hagen-Wehringhausen

### Ziegelreliefs
- 1983 Einundzwanzig Klinkerwände, Arbeitsamt, Bochum
- 1986 Kasinoeingang, Brückberg-Kaserne, Siegburg
- 1987 Klinkerwand, Fernmeldeamt, Aachen
- 1989 Drei Klinkerwände, Holzkamp-Gesamtschule, Witten
- 1990 Schalterhalle, Postgebäude, Pulheim
- 1990 Klinkerwände, Wirtschaftsgebäude, Winckelmann-Kaserne, Iserlohn